# کلبه‌ای در جنگل
کلبه‌ای در جنگل (به انگلیسی: The Cabin in the Woods) یک فیلم ترسناک آمریکایی محصول سال ۲۰۱۲ به کارگردانی درو گودارد و تهیه‌کنندگی جاس ویدون. از بازیگران آن می‌توان به کریستن کانلی، کریس همسورث و جسی ویلیامز اشاره کرد. این فیلم در ۱۳ آوریل ۲۰۱۲ منتشر شد.

## خلاصه داستان
این فیلم داستان ۵ دوست را روایت می کند که برای استراحت به سفری در دل جنگل می روند و در کلبه ای ساکن می شوند اما آنها در می یابند که در کلبه اتفاقات عجیب و غریبی در حال به وقوع پیوستن است و از این رو آنها عزم خود را جزم می کنند تا راز این کلبه عجیب و غریب را کشف کنند و…